# 2023년 캄보디아 총선

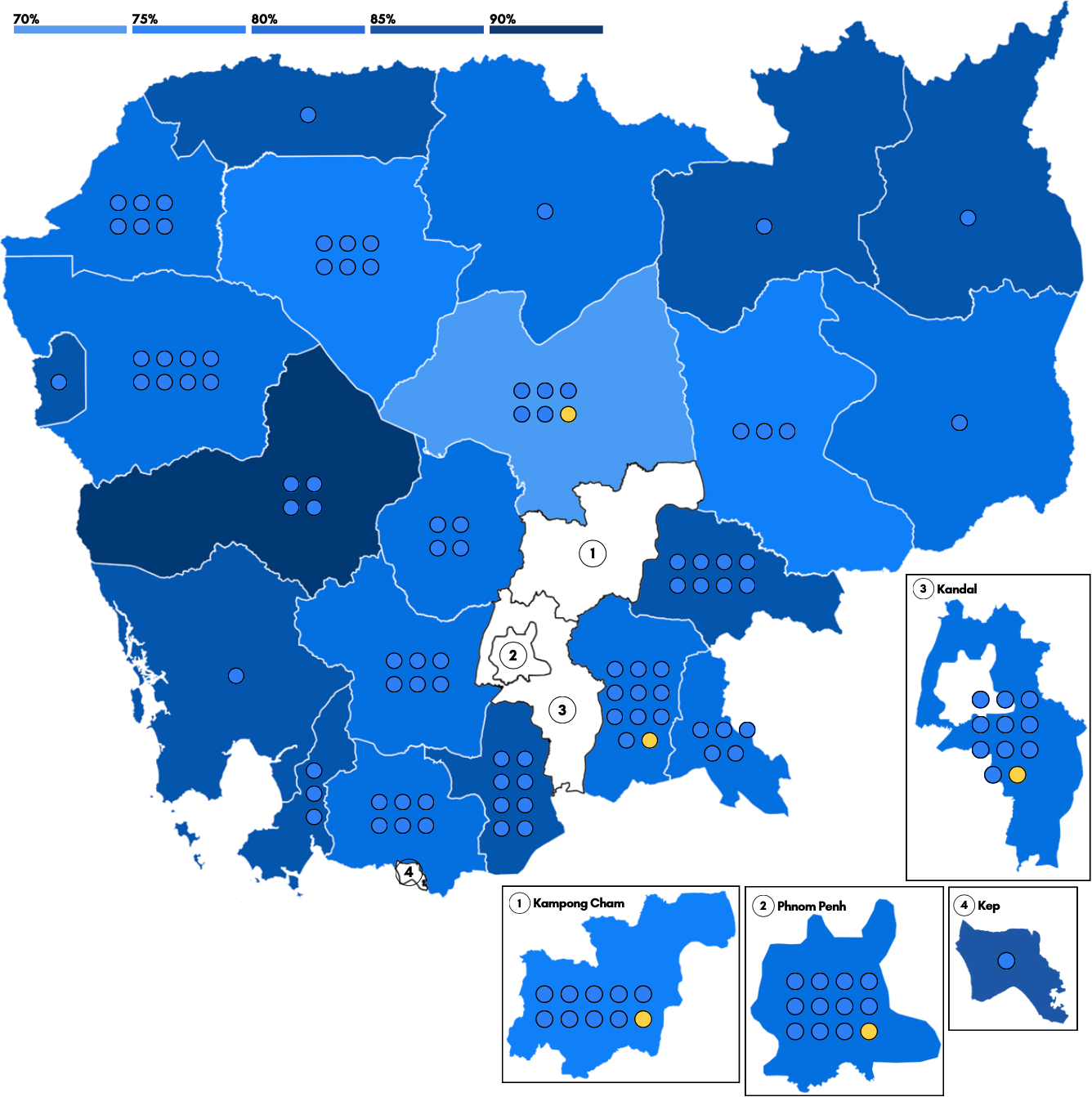
총선 결과

국회의원을 선출하기 위해 2023년 7월 23일 캄보디아에서 총선이 실시되었다. 캄보디아 인민당(CPP)은 선거 전에 의회의 모든 의석을 차지했다.
결과는 전체 125석 중 120석을 차지한 CPP의 압승이었다. FUNCINPEC은 나머지 5석을 차지했는데, 이는 2003년 이후 최고의 결과이다.
2023년 7월 26일 훈센(Hun Sen) 총리는 새 정부 구성 후 사임하고 아들인 훈 마네(Hun Manet)가 정권을 물려받게 될 것이라고 발표했다. 새 의회의 첫 번째 개회는 2023년 8월 21일로 예정되어 있었고, 새 내각은 하루 뒤인 8월 22일에 선서될 예정이었다. 훈 마네는 8월 7일 국왕에 의해 공식적으로 지명되었고, 그와 그의 내각은 8월 22일 국회에서 신임투표를 받았다.